# Maserati GranCabrio
De Maserati GranCabrio is een sportwagen van het Italiaanse merk Maserati. De GranCabrio is de cabriolet-versie van de GranTurismo en werd gepresenteerd tijdens de IAA Frankfurt van 2009. De auto is ontworpen door Pininfarina.

## Specificaties
De auto heeft dezelfde 4,7l V8 als de GranTurismo S, deze motor levert 323 kW (440pk) bij 7.000 tpm. Het maximum koppel van 490 Nm komt vrij bij 4.750 tpm. De topsnelheid bedraagt 283 km/u en de sprint uit stilstand naar 100 km/u wordt voltooid in 5,4 seconden.